# 大野治胤
大野 治胤（おおの はるたね）は、安土桃山時代から江戸時代前期の武将。豊臣氏の家臣。道犬斎（どうけんさい）の号で知られ、大野道犬とも云う。

## 生涯
尾張国葉栗郡大野村の出身。父・大野定長（佐渡守）、母・大蔵卿局の子として誕生。兄に大野治長（修理亮）、大野治房（主馬首）、弟に大野治純（壱岐守）がいる。
当初は豊臣秀頼に小姓として仕えた。しかし慶長14年（1609年）、後陽成天皇から猪熊事件の処分を任された徳川家康の沙汰で、逃亡を助けた織田頼長と同じく連座によって追放とされた。自ら道軒と号して市中に隠れ住んでいたが、大坂兵乱が始まったことで同族の大野家を頼って再び豊臣家に仕えた。
慶長19年（1614年）の大坂冬の陣では兵5,000を率いた。豊臣家の水軍を率いて船倉を守備するが、天候が不良であった事に油断し、野田・福島の戦いで徳川水軍に大敗。自軍の水軍を壊滅させたため、「橙武者」と嘲られた。なお、橙武者として有名なのは薄田兼相だが、もともとは薄田と治胤の両名を指した言葉である。

慶長20年（1615年）、大坂夏の陣では、紀伊攻めの別働隊として、4月28日に徳川方の兵站となっていた堺を手勢2,000を率いて焼き討ちした。5月7日の戦いの後、大坂城から脱出を図るも、5月21日に京都で徳川方に捕らえられた。
焼け出された堺衆は治胤の捕縛を知り、かつて平安時代末期、南都（奈良）を焼き討ちした平重衡は南都衆に引き渡されたとする例を挙げ、京都所司代の板倉勝重に訴えた。勝重はこれを認めたが、堺衆に引き渡された治胤は、6月27日に市中で火あぶりにされてしまった。勝重は堺衆が行った私刑を快く思わず、堺衆の持ちだした例をまた引きして「南都の者たちも重衡を磔刑にしていたのか？」と諌めたという。
ただし『三河物語』では、山城国綴喜郡の方広寺大仏（京の大仏）で捕らえられ、京都三条河原で処刑されたという。
また、『葉隠』では、名称は大野道賢（道犬と同音）とされ、火あぶりにされ全身焼かれて炭になったはずの治胤が、いきなり起き上がり周囲の徳川方武士に脇差で斬りかかり一太刀浴びせた後そのまま灰となって崩れ落ちた、という逸話が残っている。
治胤の墓は堺市堺区の月蔵寺にある。